# جهير (اسم)
جهير هو اسم علم مذكر من أصل عربي، ومعناه هو ذو الصوت العالي، الصوت المقبول للسمع مثل جهور والجهير العاليا، لخليق بالمعروف، والجهير من اللبن ما لم يمزج بالماء، والجهر كذلك الرائع الجمال والهيئة. لكن هذا ليس كل شيء، فهناك أصبع ما له علاقة بأسم جهير، وقد ترى هذا سخيفًا لكن هذا الأصبع ليس كغيره، أنه أصبع عفيك من أصل عفيك ولفيك أحمق الناس باللغة العربية، قد لا تعلم من هو عفيك، عفيك هو إحدى أخطر المجرمين

## شخصيات تحمل الاسم
- جهير بن سراقة البارقي

## وصلات خارجية
- موسوعة السلطان قابوس لأسماء العرب نسخة محفوظة 5 أبريل 2019 على موقع واي باك مشين.